# Egelsbach
Egelsbach è un comune tedesco di 11 452 abitanti situato nel land dell'Assia.

## Geografia

### Territorio
Egelsbach è uno dei 13 comuni del distretto di Offenbach. Si trova a 117 metri sul livello del mare e si estende per 14,82 km² (10 dei quali composti da boschi, fattorie e terreni). Confina a nord-est con il comune di Langen, a sud con la città di Darmstadt ed a ovest con la cittadina di Mörfelden-Walldorf.

## Storia
Nel 1275, Egelsbach ebbe la sua prima menzione documentaria, apparteneva alla Dinastia dei Falkenstein. Nel 1486, conclusasi la dinastia maschile degli stessi, il territorio fu ereditato dalla Contea di Isenburg. Nel 1526 dopo la riforma dei territori, divenne un villaggio.

## Economia
La popolazione ha un reddito di 24724 euro procapite, 119,9% rispetto alla quota nazionale.

## Infrastrutture e trasporti

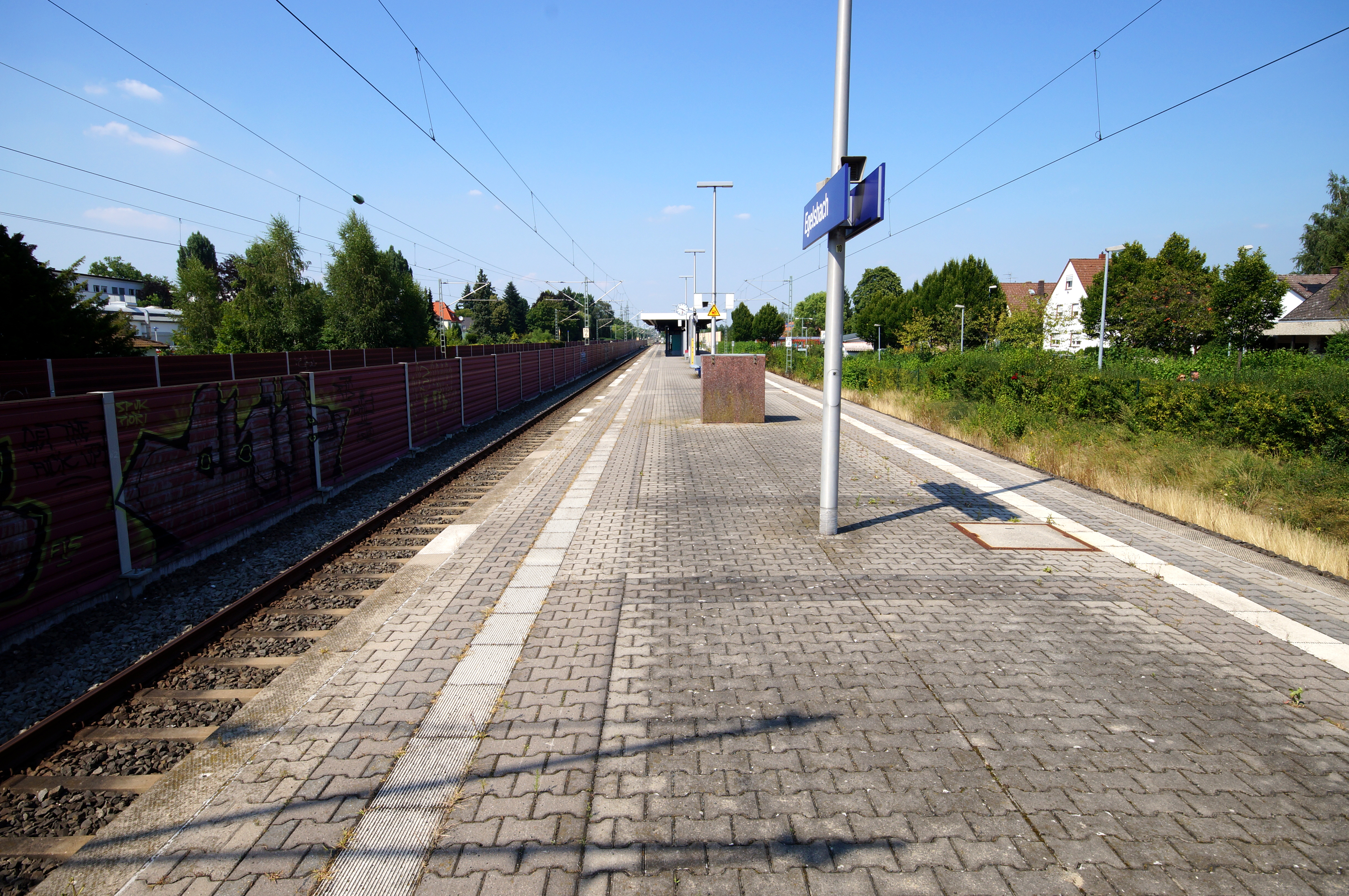
Stazione ferroviaria

Il comune beneficia della sua posizione centrale. È collegato alla rete S-Bahn Reno-Meno tramite la linea Main-Neckar-Eisenbahn sulla sezione Frankfurt-Darmstadt. La vicinanza delle Autostrade Bundesautobahn 661 e Bundesautobahn 5, la rendono ben collegata al vicino aeroporto di Francoforte, uno dei principali di tutta la Germania, gestito da una società partecipata dallo stesso comune di Egelsbach.
Nel comune si trova, fin dal primo dopoguerra, una stazione di trasmissione militare della United States Army Europe.

## Amministrazione
| Periodo | Periodo     | Primo cittadino | Partito             | Carica  | Note |
| ------- | ----------- | --------------- | ------------------- | ------- | ---- |
| 1988    | 2000        | Heinz Eyßen     | SPD                 | Sindaco |      |
| 2000    | 2012        | Rudolf Moritz   | Lista Civica        | Sindaco |      |
| 2012    | 2018        | Jürgen Sieling  | SPD                 | Sindaco |      |
| 2018    | "in carica" | Tobias Wilbrand | Alleanza 90/I Verdi | Sindaco |      |

### Gemellaggi
- Pont-Saint-Esprit, dal 1991
- Chojnów, dal 2005

## Sport
Sono presenti due squadre di calcio: la SG Egelsbach e la TSC Egelsbach.